# Now I'm Here
Singles de Queen
Killer Queen
(1974) Lily of the Valley
(1975)
Now I'm Here (français : Maintenant je suis ici) est une chanson du groupe Queen figurant sur l'album Sheer Heart Attack (1974), puis sortie en single en 1975.
La chanson, écrite par Brian May alors qu'il était à l'hôpital, se classe 11e des classements musicaux au Royaume-Uni.

## Interprétations en concerts
Now I'm Here est une chanson qui figure dans tous les concerts du groupe, de 1974 jusqu'à la tournée The Magic Tour de 1986. Elle est interprétée pour la première fois lors du concert du Sheer Heart Attack Tour à Manchester, le 30 octobre 1974. C'est sur ce titre qu'un effet de delay est utilisé pour la première fois sur la voix de Freddie Mercury. Elle est aussi entendue sur l'album du concert bénéfice Concerts for the People of Kampuchea en 1981.
Après le décès de Freddie Mercury en 1991, Brian May continuera de chanter la chanson en concert. Elle servira d'ouverture à certains concerts de la tournée 2014-2015 de Queen + Adam Lambert et figurera sur leur album Live Around the World (2020).

## Classements
| Classement (1975)                          | Meilleure place |
| ------------------------------------------ | --------------- |
| Allemagne (Media Control AG)               | 25              |
| Royaume-Uni (UK Singles Chart)             | 11              |
| Irlande (Irish Recorded Music Association) | 14              |
| Pays-Bas (Single Top 100)                  | 29              |
| Pays-Bas (Single Tip)                      | 1               |

## Crédits
- Freddie Mercury : chant principal, chœurs et orgue Hammond
- Brian May : guitare électrique, piano et chœurs
- Roger Taylor : batterie, percussions et chœurs
- John Deacon : basse